# Adityana
Adityana è una suddivisione dell'India, classificata come census town, di 17.237 abitanti, situata nel distretto di Porbandar, nello stato federato del Gujarat. In base al numero di abitanti la città rientra nella classe IV (da 10.000 a 19.999 persone).

## Geografia fisica
La città è situata a 21° 44' 29 N e 69° 41' 54 E.

## Società

### Evoluzione demografica
Al censimento del 2001 la popolazione di Adityana assommava a 17.237 persone, delle quali 8.953 maschi e 8.284 femmine. I bambini di età inferiore o uguale ai sei anni assommavano a 2.697, dei quali 1.471 maschi e 1.226 femmine. Infine, coloro che erano in grado di saper almeno leggere e scrivere erano 9.061, dei quali 5.477 maschi e 3.584 femmine.